# ロシアデスマン
ロシアデスマン（学名：Desmana moschata）は、真無盲腸目モグラ科ロシアデスマン属に分類される哺乳類。本種のみでロシアデスマン属を形成する。ロシア語名は Выхухоль（ヴィーフホリ）である。

## 分布
ウクライナ、カザフスタン、ベラルーシ、ロシア西部（ヴォルガ川水系、ウラル川水系下流域、ドン川水系）。ドニエプル川へ移入。

## 形態
体長18-22cm。尾長17-21.5cm。体重0.5kgとモグラ科最大種。全身は光沢のある粗い上毛と、密になった下毛で被われ防水性に優れる。背面の色彩は赤褐色、腹面の色彩は灰色。
鼻腔と耳には弁があり、水の侵入を防ぐ事ができる。四肢は長く頑丈。前肢には指の半分、後肢には趾全体に水掻きが発達する。また指は硬い毛で覆われ、これも水掻きの役割をする。尾は細長く側偏し、泳ぐのに適している。

## 生態

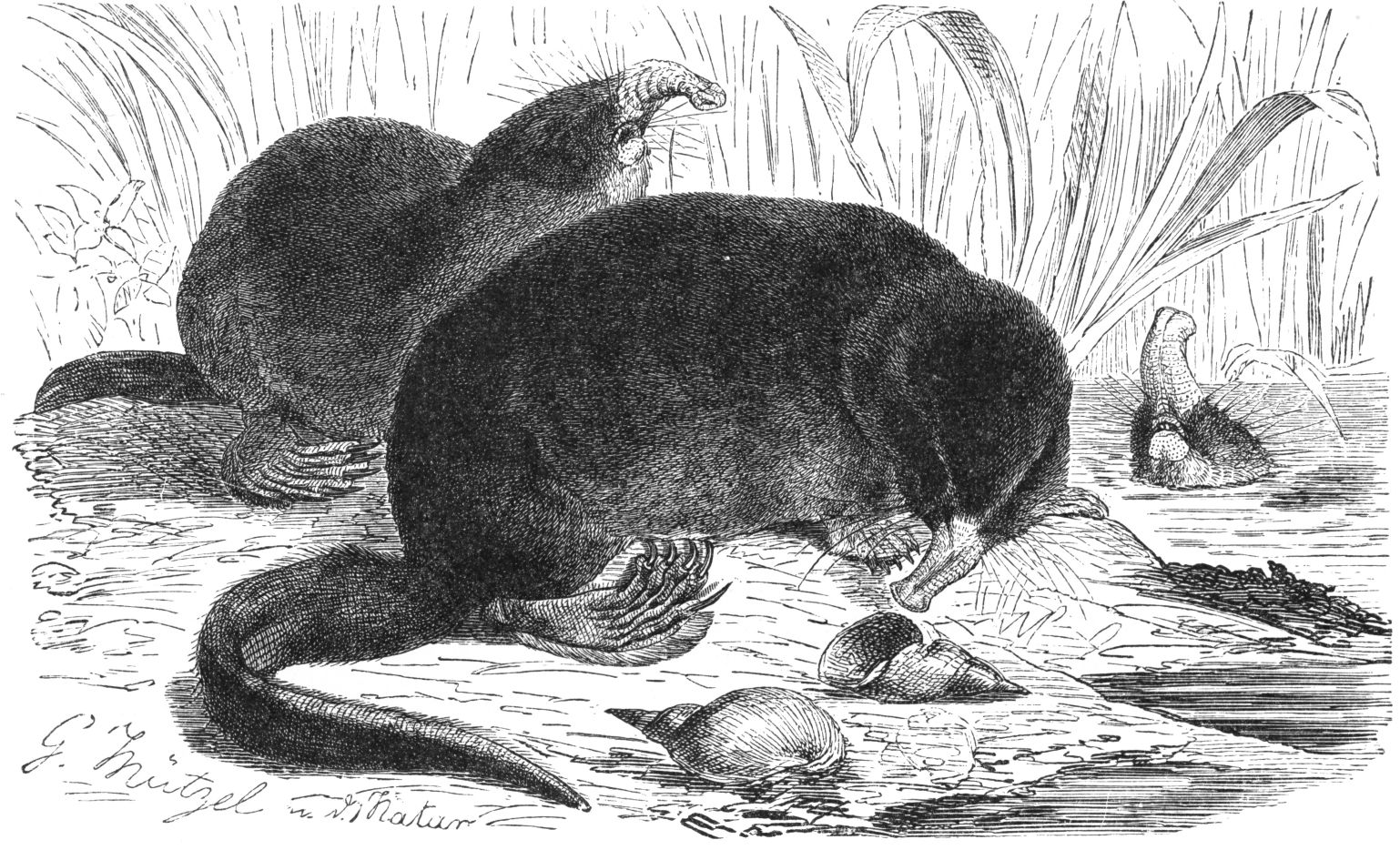
イラスト

流れの緩やかな河川、湖や池沼、湿原などに生息する。水生傾向が強く、生活圏も水中や水辺に限られる。夜行性。泳ぎは上手く、泳ぐ時は主に後肢を使う。水辺の地面に巣穴を掘る。氷が張っても冬眠はしない。
食性は動物食で、昆虫、甲殻類、貝類、魚類、両生類などを食べる。主に水中で採食を行う。
繁殖形態は胎生。周年繁殖（春季と秋季に繁殖することが多い）し、1回に3-5頭の幼獣を産む。

## 人間との関係
毛皮は革製品に利用される。
開発による生息地の破壊、水質汚染、毛皮目的の乱獲、人為的に移入されたヌートリアやマスクラットとの競合などにより生息数は激減している。ロシアでは狩猟を禁止したり、一度絶滅した地域へ再導入する試みが進められている。